# Бомарцо
Бомарцо (итал. Bomarzo) — коммуна в Италии, располагается в регионе Лацио, подчиняется административному центру Витербо.
Население составляет 1615 человек (на 2001 год), плотность населения составляет 40,49 чел./км². Занимает площадь 39,89 км². Почтовый индекс — 01020. Телефонный код — 0761.
На территории городка находится знаменитый парк Священный лес.
Покровителем коммуны почитается святой Ансельм из Бомарцо. Праздник ежегодно празднуется 24 апреля.